# ویکتور سیوربه
ویکتور سیوربه (انگلیسی: Victor Ciorbea؛ زادهٔ ۲۶ اکتبر ۱۹۵۴) یک سیاست‌مدار اهل رومانی است. وی از دسامبر ۱۹۹۶ تا مارس ۱۹۹۸ نخست‌وزیر این کشور بود.